# アロンソ・タイパーの日記
『アロンソ・タイパーの日記』（アロンソ・タイパーのにっき、原題：英: The Diary of Alonzo Typer）は、アメリカ合衆国のホラー小説家ウィリアム・ラムリーによる短編ホラー小説であり、クトゥルフ神話（ラヴクラフト神話）の1つにあたる。 
作者であるラムリーはプロ作家ではなく作家志望者であり、彼の文通相手であるハワード・フィリップス・ラヴクラフトが添削という形でラムリーの草稿プロットをもとに、肉付けして新たに結末も付け加えた。
本作は1935年10月に執筆され、ラヴクラフト没後にあたる『ウィアード・テイルズ』1938年2月号に掲載された。
ラムリーの草稿が現存している。

## 物語
1908年4月17日に行方不明となったアロンソ・タイパーの日記が、1935年11月にコラズィン村の廃墟から発見される。タイパーの日記には、4月17日の夕方に屋敷に到着してから同月30日までの出来事が記録されていた。日記は筆跡からタイパー本人の手記と鑑定され、調査のために公開される。

### 出来事の時系列
- 1591年：クラエス・ヴァン・デル・ハイルが、黒魔術で何かを行う。
- 1638年：ヘンドリク・ヴァン・デル・ハイルの一族が、オランダ領ニューネーデルラント（ニューヨーク州の前身）に移住。
- 1746年：ヴァン・デル・ハイルの一族が、妖術を行ったと疑われ、多くの白人に先駆けアルバニーからアッティカ（英語版）に移住。
- 1760年ごろ：現在の場所にヴァン・デル・ハイル家の屋敷が建てられる。その後、周囲に人々が住みつきコラズィン村ができる。
- 1795年ごろから：村人が、特定の時期になると屋敷や丘から奇妙な叫び声や歌声が聞こえると証言し出す。
- 1872年ごろ：ヴァン・デル・ハイル家の屋敷の者が、突然全員姿を消す。怪音の報告も絶える。
- 屋敷に住んだ者たちが、相次いで不審死・失踪・発狂を遂げる。村一帯の土地所有者も「近づくな」と警告を出す。
- 1908年4月17日：タイパーの行方がわからなくなる。
- 1908年4月17日-30日：タイパーが、コラズィンのヴァン・デル・ハイル家の屋敷に滞在。
- 1935年11月12日：無人のヴァン・デル・ハイル家の屋敷が強風で倒壊。村人がタイパーの日記を回収。
- 1935年11月16日：警官が、村人からタイパーの日記を回収。
- 現在：タイパーの血筋が調査され、アドリアン・スレートの末裔と判明。タイパーの日記が公開される。

### タイパーの日記の内容
1908年4月17日、オカルト学者のアロンソ・タイパーは、「古のもの」が与えてくれる知識を求めて、コラズィン村のヴァン・デル・ハイル家が住んでいた屋敷を訪れる。4月30日のヴァルプルギスの夜までに準備を終えるために、タイパーは手探りで屋敷内の調査を始める。
タイパーは地下室で錠のかかった鉄扉を見つけ、扉の向こう側から怪音を聞き、さらに異形の前脚を幻視する。タイパーは、錠を開けるための鍵を探す。また一族の肖像画から家系図を把握するうちに、入婿「アドリアン・スレート」の名を見つける。屋敷内では、肖像画に似た、だが生きた人ならぬ存在の気配がある。大量の魔道書や、一族の先祖クラエス老の手記、「烏賊めいた怪物」の絵などを見つけ、クラエスが神秘都市イアン＝ホーを訪れ鍵を持ち帰ったことを知る。時間が経つにつれ、前脚や人物達の幻覚は鮮明さを増す。環状列石の丘からは怪音が響き、タイパーは丘を調べる。
タイパーはついに、地下の戸口に「知識を与えてくれるもの」を召喚する詠唱呪文をつきとめる。その呪文は、召喚はできても支配はできないという自衛に難あるものだが、知識を求めるタイパーは危険を承知でも止まらない。さらに、地下の穴倉の鍵も発見する。鍵には、クラエスの文字で「イアン＝ホーで知識を手に入れた代償として禁断のものを召喚する契約を結んだ。己の代で為せぬならば子孫がそれを召喚する」というメモ書きが残されていた。
ついにヴァルプルギスの夜（4月30日）を迎え、雑婚をくり返した奇形の村人たちが、丘の環状列石に集まり、シュブ＝ニグラスを賛歌する。地下室で儀式を行うタイパーは、自分がスレートの名をどこで見たかを思い出し、ヴァン・デル・ハイル家の血がスレートを通じて己に流れている可能性に思い至る。鍵は生物のように脈動する。知識を求めるタイパーの意思とは裏腹に、古のものどもは老クラエスの血筋から契約の対価を取り立てる。暗黒の前脚が具現化し、タイパーを闇へと引きずり込む。

### 主な登場人物
- アロンソ・ハスブラウチ・タイパー - オカルト学者。ニューヨーク州アルスターの古い一族の生き残り。失踪前の住所はキングストン。知識を求めて、コラズィン村のヴァン・デル・ハイル家の屋敷を訪れる。年齢は1908年の失踪時に53歳。
- ジョン・イーグル - コラズィンの村人。1935年、倒壊した屋敷でタイパーの日記を拾う。
- 「V」 - タイパーに情報を提供した人物。作中で一切登場せず、詳細不明。

### ヴァン・デル・ハイル一族
秘密主義の妖術師一族。オランダ系とおぼしい。隣人達とは全く付き合わず、ほとんど何も知られていない。屋敷の者は、多くが不可解な失踪を遂げている。子供達はヨーロッパの大学で学問を修めるが、社会に出ても宗教上の悪評が噂されすぐに姿を消す。
- クラエス - 1591年に何かを行う。大量の蔵書と、難解な手記を残す。
- ヘンドリク - 15世紀の当主。古のものを求めて、近隣地に移住してきた。
- ダーク - 16世紀の当主。現在の土地に移住して、屋敷を建てる。セイレムの怪人アバドン・コーリイの娘を妻に娶る。
- トリンチェ・ヴァン・デル・ハイル・スレート - ダークの末娘。肖像画は悪相。
- アドリアン・スレート - トリンチェの夫。
- ジョリス - ダークの男孫。「恐ろしい混血」。1773年生まれ。肖像画は、緑色の目と蛇のような目つき。
- レイデンのコルネリス - タイパーが最悪と評する人物。「父親が別の鍵を見つけたあと障壁を破った」というが詳細不明。

### 固有名詞
- 「N」 - 人物Vがタイパーに説明したもの。詳細不明。
- コラズィン村 - ヴァン・デル・ハイル家の屋敷の周囲に出来た集落。屋敷のそばには環状列石が立つ丘がある。恐れられる屋敷の周りに、種々雑多な者たちが住みついて成立した。閉鎖的集落で雑婚が進み、住人は退化している。村名の意味・由来は一切不明。
- イアン＝ホー - 太古の秘密が隠された禁断の都市。
- 錠と鍵 - 穴倉の扉を封じているもの。屋敷や穴倉よりもはるかに古く、クラエスがイアン＝ホーから持ち帰った物である。未知の緑色の金属製で、異界的なデザイン。鍵の取っ手は非人間生物の像となっており、謎の象形文字が刻まれている。

## 評価・影響
東雅夫は「『ドジアンの書』をはじめ『エルトダウン・シャーズ』や『エイボンの書』ほか、さながら魔道書図書館といった趣のある衒学的な作品。ラヴクラフトによる添削改稿が施されている」と解説している。衒学的で不明点が多い作品であり、旧支配者の名前すら判明していない。
複数の作者が、本作品の後日談を執筆している。ロバート・M・プライスの『The Strange Fate of Alonzo Typer』には、本作クライマックスで破滅を迎えた（ように見える）アロンソ・タイパーのその後が描かれ、タイパーがイアン＝ホーを訪れ破滅を迎えている。またブライアン・ラムレイの『The Statement of One John Gibson』には、本作で詳細説明がなかった「人物V」が登場する。

## 収録
- 『クトゥルー1』青心社、大瀧啓裕訳「アロンソ・タイパーの日記」
- 『ラヴクラフト全集別巻下』創元推理文庫、大瀧啓裕訳「アロンゾウ・タイパーの日記」
- 『『ネクロノミコン』の物語 新訳クトゥルー神話コレクション2』星海社、森瀬繚訳「アロンゾ・タイパーの日記」ラムレイによる初期稿も併録

## 関連作品
- 闇に囁くもの - ラヴクラフト作品。固有名詞イアン＝ホーについて言及がある。
- 銀の鍵 - ラヴクラフト作品。「銀の鍵」という、鍵が重要アイテムとなる。
- マグヌス伯爵 - M・R・ジェイムズによる怪奇小説。ラヴクラフトが愛読した。コラズィンという地名が登場する。